# بيل وايس
بيل وايس (بالإنجليزية: Bill Weiss)‏ هو إحصائي أمريكي، ولد في 2 يونيو 1925، وتوفي في 16 أغسطس 2011.